# Stijfselfabriek

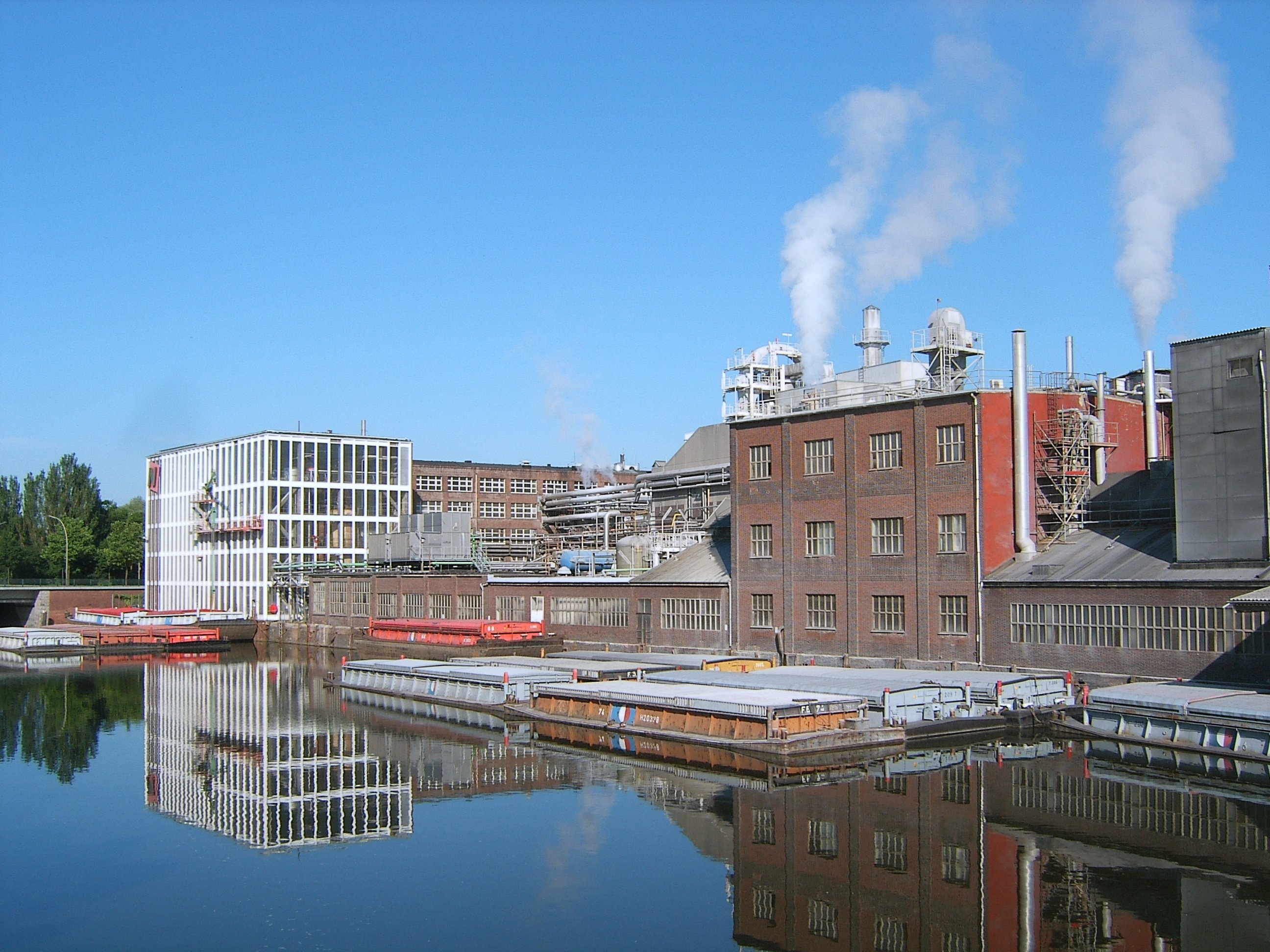
Moderne stijfselfabriek in Hamburg

Een stijfselfabriek (verouderde naam) of zetmeelfabriek is een fabriek waarin zetmeelhoudende producten worden verwerkt tot zetmeel en gluten, en het zetmeel eventueel weer tot stijfsel.
Tot de grondstoffen behoren: tarwe(meel), korrelmais(meel) en rijst(meel). Ook andere zetmeelsoorten (van aardappelen, bataten, cassave, tapioca, arrowroot en sago) kunnen in principe worden gebruikt, doch gewoonlijk worden deze zetmeelsoorten ingezet voor voedingsdoeleinden of verdere industriële verwerking.

## Scheiding van tarwezetmeel en gluten
Granen (tarwe) bevatten een groot aandeel eiwit. Dit wordt van het zetmeel gescheiden volgens verscheidene technieken.
Oorspronkelijk gebeurde dit door fermentatie, waarbij men de korrels in water liet zwellen om ze vervolgens te pletten onder bijvoeging van lauw water. De daarin aanwezige melkzuurbacteriën veroorzaken een gistingsproces waarbij melkzuur ontstaat, dat de eiwitten oplost. Vervolgens vindt een spoelproces plaats, waarbij het zetmeel wordt gescheiden van het afvalproduct, dat voornamelijk zemelen bevat en als veevoeder wordt gebruikt.
Daarnaast kent men het alkaliproces, waarbij natriumhydroxide wordt aangewend, dat de eiwitten oplost. Door zeven, filtreren en centrifugeren wordt de eiwitoplossing van het zetmeel gescheiden. Dit proces kan meerdere malen worden herhaald. Door aanzuren met zoutzuur zal een (klein) deel van het eiwit, het gluten, neerslaan, en dit kan worden gewassen en gedroogd.
Vanaf 1881 werden processen toegepast waarbij ook de glutenopbrengst werd verhoogd. Tarwekorrels kunnen tot 19% gluten bevatten. Deze processen zijn: De gezwollenkorrelmethode en het Martinproces.
Bij de gezwollenkorrelmethode worden de opgezwollen korrels gekneusd en met water gekneed tot een deegachtige rol die voortdurend met water wordt besproeid. Het zetmeel wordt aan de buitenkant weggespoeld en door voortdurend kneden kan men uiteindelijk een zetmeelhoudende rol gluten overhouden. Het weggespoelde zetmeel wordt gegist om de rest van het gluten te verwijderen, en ten slotte gedroogd.
Bij het Martinproces wordt niet van korrels, maar van meel uitgegaan. Dit wordt met koel water tot deeg gekneed, waarop de glutenfractie het water opneemt en het zetmeel wordt afgewassen met water. Over blijft een glutenfractie die 70% water bevat, en na drogen 70-80% eiwit. Het zetmeelwater wordt gezeefd en vervolgens door centrifuges geconcentreerd en gescheiden.

## Producten
Tarwezetmeel werd vroeger vaak gebruikt als stijfsel, als garenversterker van de kettingdraden tijdens het weven en als apprêteermiddel tijdens het strijken door de textielindustrie en door particulieren en ook in de lijmindustrie. Om een glanzend effect te verkrijgen werd eventueel borax, talk of was aan het stijfsel toegevoegd.
Anno 2015 gebruikt men tarwezetmeel hoofdzakelijk als grondstof voor glucosestroop en in de papierindustrie.
Tarwegluten waren in het verleden grondstof voor het maken van mononatriumglutamaat, een smaakversterker voor bijvoorbeeld soepen en bouillon. Ze worden in de 21e eeuw hoofdzakelijk gebruikt als tarwemeelverbeteraar in brood om een betere bakkwaliteit te bereiken.

## Stijfselfabrieken
Eind 16e eeuw ontstond in Wormer in Noord-Holland een stijfselindustrie. Ook in Koog aan de Zaan waren in de 17e eeuw verschillende producenten van tarwezetmeel actief. In de gehele Zaanstreek waren rond deze tijd een 30 tal artisanale stijfselmakerijen. Waarschijnlijk ontstond de industrietak door de inwijking in de streek van de gevluchte Vlaamse doopsgezinden met ervaring in lakenindustrie. Vanaf de 20e eeuw werd de bedrijfstak industriëler en werd mais de belangrijkste grondstof.

Omstreeks 1913 bestonden er in Nederland een achttal stijfselfabrieken, exclusief de aardappelmeelfabrieken.
Bekende stijfselfabrieken in België en Nederland:

Op basis van tarwe:
- De Arend, voorheen Het Varken, van Arend Latenstein van Voorst te Oostzaan (1881-1925) [3]
- Stijfselfabriek P. Avis te Oostzaan
- Stijfsel- en Aleuronaatfabriek der fa. Jacob Duyvis, Chios, Koog aan de Zaan[4]
- De Prinses te Wormerveer van Jacob Duyvis [5]

Op basis van mais:
- Callebaut, Frères et Lejeune - Fabrique de Glucoses (1873-) te Aalst
- Stijfselfabriek "De Bijenkorf" te Koog aan de Zaan (1895-)
- Stijfselfabriek Hollandia te Nijmegen (1910-2007, vanaf 1926 ook op basis van tarwe, tot 1930 mais en vanaf 1936 rijst)
- Stijfsel- en Glucosefabriek Sas van Gent (1911-)

Op basis van rijst:
- Stijfselfabriek Remy te Wijgmaal, België (1855-)
- Stijfselfabriek Roosendaal (1869-1929)
- Koninklijke Rijststijfselfabriek v/h Duyvis & Co. te Utrecht